# Marianne Hamm
Marianne Hamm von Sahr (* 10. November 1902 in Dresden; † 29. November
1987 in Bonn-Bad Godesberg) war eine deutsche Sozialarbeiterin.

## Werdegang
Hamm war ab 1933 Leiterin des Landesverbandes für  christlichen Frauendienst in Sachsen. Nach Ende des Zweiten Weltkriegs wurde sie in der Kreissynode Mönchengladbach mit der Flüchtlingsarbeit betraut. In Niederdorf bei Venlo ließ sie ein Flüchtlingskinderheim errichten. Als Mitglied der Landessynode der Evangelischen Kirche im Rheinland war sie ebenfalls mit der Betreuung von Flüchtlingslagern beauftragt. Daneben arbeitete sie im Kuratorium der Evangelischen Akademie in Mülheim an der Ruhr sowie in der Evangelischen Frauenhilfe mit. Vortragsreisen führten sie in die Vereinigten Staaten, nach Großbritannien und in die Niederlande. 1966 war sie Gründerin und erste Leiterin der Mütterschule Haus der Familie in Bad Godesberg.

## Ehrungen
- 1968: Großes Verdienstkreuz der Bundesrepublik Deutschland